# Mancilla Point
Der Mancilla Point (englisch; spanisch Punta Mancilla) ist eine Landspitze von Greenwich Island im Archipel der Südlichen Shetlandinseln. Sie liegt südlich von González Island am Ostufer der Discovery Bay.
Wissenschaftler der 1. Chilenischen Antarktisexpedition (1946–1947) benannten die Landspitze nach Julio Mancilla Gallardo, der bei dieser Forschungsreise an hydrographischen Vermessungen beteiligt war. Das UK Antarctic Place-Names Committee übertrug diese Benennung 2005 ins Englische.